# Neue Volkszeitung (Ruhrgebiet)
Die Neue Volkszeitung (NVZ) (Untertitel: „Für ein einheitliches, demokratisches und friedliebendes Deutschland“. Vorher: „Das Echo der Werktätigen im Ruhrgebiet“; „Für Frieden, Fortschritt und Sozialismus“; „Für ein freiheitliches, demokratisches und friedliebendes Deutschland“) war eine von 1948 bis 1956 in Dortmund, Herne und Essen erschienene Tageszeitung der Kommunistischen Partei Deutschlands (KPD) für das Ruhrgebiet.

## Geschichte
Die Britische Militärverwaltung erteilte am 1. September 1948 die Lizenz zum Druck der Neuen Volkszeitung und sie erschien ab dem 15. September mit einer Startauflage von 150 000 Exemplaren. Ein Exemplar kostete 20 Pfennig. Lizenzträger waren Heinz Renner, Paul Dastig, Werner Blumenthal und Anni Sand. Ihr Vorläufer war das Westdeutsche Volks-Echo, das am 4. Mai 1948 verboten worden war.
Erster Chefredakteur war bis zu seiner Übersiedlung in die Sowjetische Besatzungszone (SBZ) Julius Pätsch. Sein Nachfolger wurde Kurt Lichtenstein.
Herausgegeben wurde die Neue Volkszeitung beim Westdeutschen Volksverlag in Dortmund, danach in Herne, später in Essen. Von 1949 bis 1950 war Ernst Haberland der Verlagsleiter und kümmerte sich um den Vertrieb. Verlag und Redaktion saßen erst, wie zuvor das Volks-Echo, in Dortmund, in der Thomasstrasse 18.
Zunächst erschien die Zeitung zwei-, dann dreimal wöchentlich. Ab dem 1. September 1949 erschien sie sechs Mal in der Woche.
Gedruckt wurde ab 1948 zuerst in der Druckerei R. Krawehl, Proberty Control Custodian, Dortmund, danach in der Westfalen-Druck GmbH in Dortmund, und ab 1953 in der Kronen-Druckerei in Essen.
Das Volksecho aus Detmold erschien in den letzten Jahren seines Bestehens nur noch als Kopfblatt der Neuen Volkszeitung.
In den Jahren 1954 bis 1956 setzte sich die Leserschaft der Neuen Volkszeitung aus 85 % Arbeitern; 4 % Beamten, Angestellten; 10 % Sonstigen zusammen.
Als Zeitungsromane erschienen unter anderem Herr über den Tau von Jacques Roumain (in der Übersetzung von Eva Klemperer), Von Stufe zu Stufe: Geschichte einer Frau von Anna Meyenberger, und Ditte Menschenkind von Martin Andersen Nexø.

## Verbote
Am 8. Oktober 1948 wurde die Neue Volkszeitung zum ersten Mal für einen Monat verboten. Ein weiteres Verbot folgte am 23. Juni 1949 und dauerte bis zum 5. August.
Im August 1950 wurden die Neue Volkszeitung für drei Monate verboten. Von diesem Verbot waren außerdem folgende kommunistische Tageszeitungen betroffen: Das Zentralorgan Freies Volk (Düsseldorf), die Hamburger Volkszeitung, die Volksstimme (Köln), die Niedersächsische Volksstimme (Hannover), die Südbayerische Volkszeitung (München), Unser Tag (Freiburg), und das Volksecho (Detmold).
Am 22. Juni 1951 wurde die Zeitung für 90 Tage verboten.
Das Erscheinen der Neuen Volkszeitung wurde mit dem KPD-Verbot durch das Bundesverfassungsgericht am 17. August 1956 eingestellt. Die Zeitung wurde als Vermögen der Partei beschlagnahmt.

## Archive
Exemplare der Neuen Volkszeitung sind im Hauptstadtarchiv Düsseldorf vollständig vorhanden (Jg. 1948 bis 1956). Dort sind auch die verschiedenen Regionalausgaben überliefert. In der Staatsbibliothek Berlin befinden sich Exemplare von 15. September 1948–1949; 1951 – August 1956 (mit Bestandslücken 1953–1954).